# District de Lấp Vò
Lấp Vò est un district de la province de Đồng Tháp dans le delta du Mékong au sud du Viêt Nam. 

## Géographie
La superficie du district est de 244 km2. 
Le chef lieu du district est Lấp Vò.